# Президентские выборы в Словении (1992)
Президентские выборы в Словении проходили 6 декабря 1992 года. В результате победил президент Милан Кучан, получивший 64 % голосов. Явка составила 86 %.

## Результаты
| Кандидат                                                                                | Партия                                | Голоса    | %     |
| --------------------------------------------------------------------------------------- | ------------------------------------- | --------- | ----- |
| Милан Кучан                                                                             | независимый                           | 795 012   | 63,93 |
| Иван Бизьяк                                                                             | Словенские христианские демократы     | 262 847   | 21,14 |
| Желко Касин                                                                             | Демократическая партия                | 90 711    | 7,29  |
| Станислав Бусер                                                                         | Словенская народная партия            | 24 051    | 1,93  |
| Дарья Лавтижар-Беблер                                                                   | Социалистическая партия Словении      | 22 691    | 1,82  |
| Аленка Жагар-Слана                                                                      | Национальная демократическая партия   | 21 603    | 1,74  |
| Любо Сирц                                                                               | Либеральная демократия Словении       | 18 774    | 1,51  |
| Франк Томшич                                                                            | Социал-демократический союз Словении  | 7849      | 0,63  |
| Недействительных/пустых бюллетеней                                                      | Недействительных/пустых бюллетеней    | 35 817    | -     |
| Всего                                                                                   | Всего                                 | 1 279 355 | 100   |
| Зарегистрированных избирателей / Явка                                                   | Зарегистрированных избирателей / Явка | 1 491 374 | 85,78 |
| Источник: European Elections Database Архивная копия от 6 марта 2019 на Wayback Machine |                                       |           |       |